# ریز ساختارهای فولادی
ریزساختار فولادی به ویژگی های کوچک اتمی و کریستالی در فولاد اشاره دارد. این بسیار مهم است زیرا خواص مکانیکی فولاد مانند: قدرت، سختی و شکل پذیری را تعیین می کند. درک ریزساختار فولاد برای طراحی و تولید مواد با ویژگی های خاص، و ایمنی برنامه های بی شمار، از جمله ساختمان ها و پل ها و ماشین الات و وسایل نقلیه ضروری است.‏
‏این مقاله به تعریف خواص و عوامل درگیر در تعیین ریزساختار و فازهای فولاد را مورد بحث قرار خواهد داد. ‏

## ریزساختار فولاد چیست؟‏
ریزساختار فولاد به ترتیب و توزیع فازهای مختلف یا اجزای تشکیل دهنده در یک نمونه از فولاد را در سطح میکروسکوپی اشاره دارد. این فازها معمولا از اهن و سایر عناصر الیاژی تشکیل شده اند. انها می توانند در ساختار و خواص بر اساس عواملی مانند ترکیب، عملیات حرارتی و روش های پردازش متفاوت باشند. ریزساختار فولاد، پیدایش مواد را ذخیره می کند و خواص شیمیایی و فیزیکی ان را تعیین می کند.

## ‏آیا ریزساختار فولاد و فولاد ریخته گری یکسان هستند؟
نه، ریزساختار فولاد و فولاد ریخته گری یکسان نیستند. ریزساختار فولاد به این اشاره دارد که چگونه قطعات کوچک فولاد در سطح میکروسکوپی مرتب می شوند. مثل این است که به بلوک های ساختمانی کوچک فولاد نگاه کنید. این ترتیب بر قدرت، سختی و انعطاف پذیری فولاد تاثیر می گذارد. با تغییر ریزساختار از طریق فرایندهایی مانند گرمایش و سرمایش، می توانیم فولاد را برای کاربردهای مختلف مناسب کنیم.‏
‏از سوی دیگر، فولاد ریخته گری نوعی فولاد ساخته شده توسط ریخته گری است. این فرایند شامل ذوب فولاد و ریختن ان به قالب برای ایجاد اشکال است. این اشکال می توانند ریزساختارهای مختلفی داشته باشند بسته به اینکه چگونه ساخته می شوند. فولاد ریخته گری برای ایجاد چیزهای مختلف، از قطعات خودرو تا ماشین آلات استفاده می شود.‏

## ‏اهمیت میکروساختار فولاد چیست؟‏
اهمیت ریزساختار فولاد در این است که عامل اصلی تعیین کننده خواص مکانیکی فولاد است، از جمله خواصی مانند: قدرت، سختی، شکل پذیری و چقرمگی. این بدان معنی است که عملکرد ماده به شدت وابسته به توزیع ذرات و همچنین شکل و اندازه فازهای درون ریزساختار است. ریزساختار فولاد می تواند ظاهر متفاوتی داشته باشد که تحت تاثیر پارامترهایی مانند تنظیم نورد، عناصر الیاژی، میزان خنک کننده و عملیات حرارتی است. ‏
‏مهندسان می توانند فولاد را برای کاربردهای خاص با درک و کنترل ریزساختار ان طراحی کنند.
فرایندهای عملیات حرارتی برای تغییر ریزساختار و افزایش خواص مانند سختی استفاده می شود. علاوه بر این، ریزساختار بر جوش پذیری، مقاومت در برابر خوردگی، شکل پذیری و دوام اجزای فولادی تاثیر می گذارد. این نقش مهمی در کنترل کیفیت ایفا می کند و اطمینان حاصل می کند که محصولات فولادی با استانداردهای عملکرد مطابقت دارند. ‏

## چه چیزی میکروساختار فولاد را تعیین می کند؟
ریزساختار فولاد تحت تاثیر عواملی مانند: عناصر الیاژی، نرخ خنک کننده، فرایندهای مکانیکی مانند نورد  , اکستروژن، عملیات حرارتی اعمال شده پس از پردازش فولاد است. عناصر الیاژی مانند: کربن، منگنز و کروم، به طور قابل توجهی بر ریزساختار با دیکته کردن انواع و نسبت فازهایی که در فولاد تشکیل می شوند، تاثیر می گذارد. نرخ خنک کننده در طول ساخت و عملیات حرارتی نیز نقش مهمی ایفا می کند. خنک کننده ی سریع می تواند استنیت را به فاز مارتنزیت سخت تبدیل کند، در حالی که خنک کننده اهسته تر اجازه توسعه فازهایی مانند پرلیت و بینیت را می دهد. فرایندهای مکانیکی مانند: نورد و اکستروژن تغییر شکل مکانیکی را بر روی فولاد اعمال می کند و بر اندازه دانه و یکنواختی تاثیر می گذارد که به نوبه خود بر قدرت و انعطاف پذیری تاثیر می گذارد. عملیات حرارتی، مانند دوباره گرم کردن و خنک کردن، کنترل دقیق بر ریزساختار را برای افزایش خواص مورد نظر ارائه می دهد.

## ‏خواص میکروساختار فولاد چیست؟‏
ریزساختار فولاد ترتیب اتم ها در فولاد است و یک عامل مهم است که خواص و رفتار مواد را تعیین می کند. این ریزساختار را می توان به عنوان شبکه ای از اتم های اهن تجسم کرد، بسیار شبیه توپ های بیلیارد انباشته شده است. هنگامی که کربن به اهن اضافه می شود، فازهای مختلفی را در ریزساختار تشکیل می دهد که هر کدام دارای خواص متمایز هستند. به عنوان مثال، فریت، که دارای ساختار کریستال مکعبی بدن محور (BCC) است، نرم و انعطاف پذیر است. استنیت، با ساختار مکعب صورت محور (FCC)، می تواند کربن بیشتری را نگه دارد و در دماهای بالا پایدار است. با این حال، هنگامی که فولاد سرد می شود، استنیت می تواند به فازهای سخت تر مانند مارتنزیت تبدیل شود که دارای ساختار تتراگونال بدن محور (BCT) است. گرما درمانی می تواند ریزساختار را تغییر دهد و بر سختی و سختی فولاد تاثیر بگذارد. 

## ‏ساختارهای فاز مختلف میکروساختار فولاد چیست؟‏
رفتار فولاد، از شکل نرم و انعطاف پذیر ان تا سخت ترین مراحل ان، تحت تاثیر تعامل بین محتوای کربن، دما و میزان خنک کننده است. در زیر ساختارهای فاز مختلف ریزساختار فولاد ذکر شده است:‏
- ‏1. فریت‏

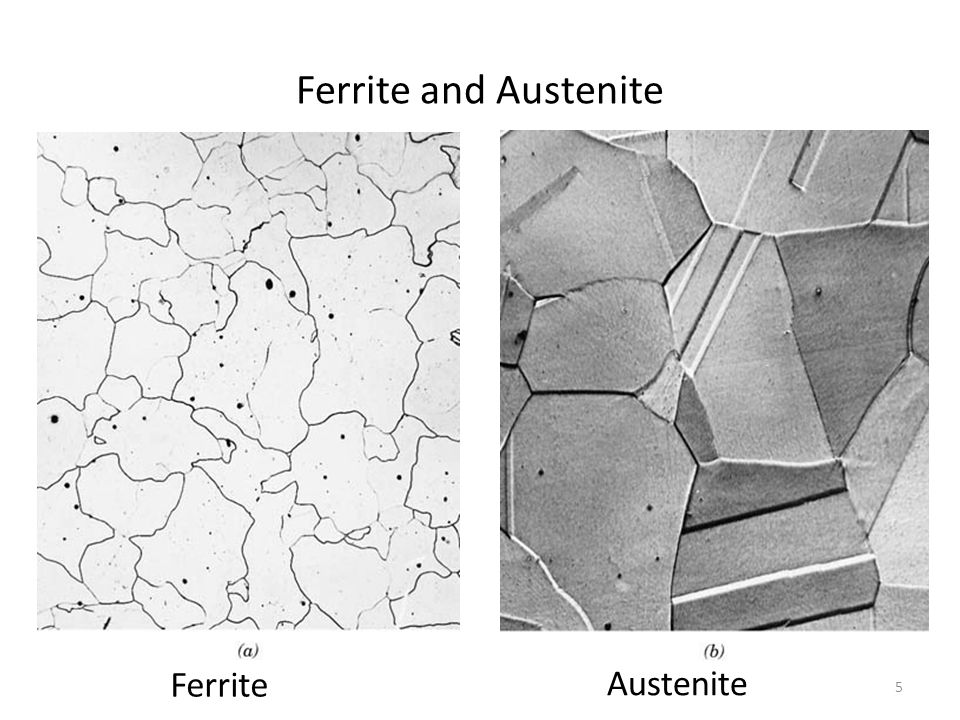
تصویری از ریزساختار فریت و آستنیت

فریت به محلول جامد بین‌نشینی کربن در آهن آلفا (α-Fe  آهن مکعبی مرکزپر) فِریت گفته می‌شود. حلالیت کربن در آهن فریتی به مراتب کمتر از حلالیت آن در آهن آستنیتی است به طوری که حداکثر غلظت کربن در فریت حدود 0.02 درصد وزنی و در دمای 727 درجه سانتیگراد است. مقاومت کششی فریت در حدود psi 40000 است.
- ‏2. مارتنزیت‏

‏مارتنزیت بطور کلی به ساختارهای بلوری گفته می‌شود که توسط استحاله مارتنزیتی به وجود بیایند. اما این اصطلاح بیشتر به فاز مارتنزیت در فولادهای سخت‌شده اطلاق می‌گردد. اگر آستنیت به قدری سریع سرد شود که هیچ یک از استحاله‌های بر پایه نفوذ در آن اتفاق نیافتد و فوق سرمایش تا حدی ادامه یابد که ساختار bcc پایدار نباشد، این ساختار بصورت برشی به fcc تبدیل می‌شود که از کربن فوق اشباع شده است. فاز حاصل را مارتنزیت می‌نامند. مارتنزیت از نام متالورژیست آلمانی آدولف مارتنز گرفته شده است.
- ‏3. استنیت‏

نام این فاز از ویلیام چاندلر روبرتز- اوستن، متالورژیست انگلیسی، گرفته شده‌است. آستنیت (Austenite) محلول جامد بین‌نشینی کربن در آهن گاما (آهن مکعبی وجوه مرکزپر) است.کربن با وارد شدن در شبکه بلور آستنیتی, ناحیه ی تشکیل و پایداری آستنیت را در فولاد ها گسترش می دهد. با اضافه شدن کربن ناحیه ی پایداری آستنیت از 912 تا 1394 درجه سانتیگراد که گستره ی تشکیل و پایداری آهن آستنیت است به گستره ی وسیعی از دما و ترکیب شیمیایی, افزایش می یابد. حداکثر حلالیت کربن در آهن گاما، ۲ درصد در دمای ۱۱۴۷ درجه سانتیگراد است. آستنیت در دمای محیط پایدار نیست.
- ‏4. سمنتیت

‏سمنتیت همچنین به عنوان کاربید اهن (Fe3C) شناخته می شود، یک ترکیب سخت و شکننده است که در فولاد تشکیل می شود زمانی که کربن اضافی وجود دارد. این یک ترکیب ثابت است و اغلب برای تقویت فولاد استفاده می شود. سمنتیت معمولا به عنوان ذرات کوچک و سخت در ریزساختار ظاهر می شود.‏
- ‏5. بینیت

بینیت (Bainite) محصولی ریزساختاری ناشی از تجزیه‌ی یوتکتوئیدی است. این ساختار هنگامی ایجاد می‌شود که یک فاز دما – بالا هنگام سرمایش، به دو فاز متفاوت تجزیه می‌گردد. تفاوت این ساختار با پرلیت در مورفولوژی آن است. بینیت زمانی به وجود می‌آید که سرعت رشد دو فاز متفاوت باشد. با اینکه ساختار بینیت در بسیاری از آلیاژهای غیرفلزی نیز دیده‌ شده‌ است، اما تحقیقات در این زمینه عمدتاً بر روی آلیاژهای فولادی متمرکز بوده است.
- ‏6. پرلیت‏

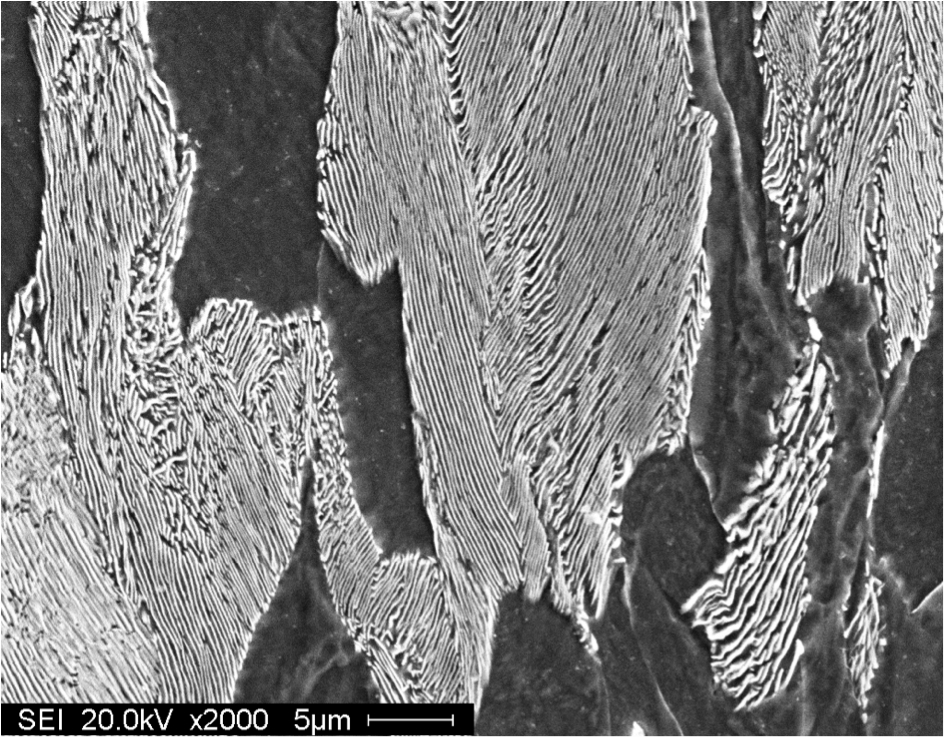
تصویری از ریزساختار پرلیت

پرلیت به مخلوط یوتکتوئیدی فریت و سمنتیت ‌گفته می‌شود. پرلیت تحت یک تحول یوتکتوئیدی از آهن گاما با 0.8 درصد کربن در 723 درجه سانتیگراد حاصل می‌شود. مقاومت کششی پرلیت سه برابر فریت یعنی حدود psi120000 است..‏
- 7.لدبوریت

لدبوریت (Ledeburit) به مخلوط یوتکتیکی آستنیت و سمنتیت گفته می‌شود که از مذابی با 4.3 درصد کربن در دمای ۱۱۴۷ درجه سانتیگراد تحت یک واکنش یوتکتیکی حاصل می‌شود. از آنجایی که آستنیت در دمای محیط پایدار نبوده و بر اساس یک واکنش یوتکتوئیدی به پرلیت تبدیل می‌شود، بنابراین ساختمان لدبوریت در دمای محیط بصورت پرلیت و سمنتیت خواهد بود. نام این ساختار از کارل هاینریش آدولف لدبور متالورژیست آلمانی گرفته شده‌است.

## ‏قوی ترین میکروساختار فولاد چیست؟‏
مارتنزیت قوی ترین و سخت ترین ریزساختار فولاد است، اما همچنین شکننده ترین است. این قدرت خود را از ساختار کریستالی منحصر به فرد و نحوه شکل ان به دست می اورد. مارتنزیت دارای یک ساختار کریستالی تتراگونال بدن محور (BCT) است که ناشی از خنک کننده سریع یا خنک کردن استنیت، یکی دیگر از ریزساختارهای فولادی است. در طول این خنک کننده سریع، اتم های کربن در ساختار کریستالی به دام می افتند و تنش های داخلی ایجاد می کنند که مارتنزیت را فوق العاده سخت و شکننده می کند.

## ‏ضعیف ترین میکروساختار فولادی چیست؟‏
فریت ضعیف ترین ریزساختار فولادی محسوب می شود زیرا در مقایسه با سایر ریزساختارهای فولادی مانند مارتنزیت نسبتا نرم و انعطاف پذیر است. فریت دارای یک ساختار کریستالی مکعبی بدن محور (BCC) است که به ان سختی و قدرت کمتری در مقایسه با ریزساختارهایی مانند مارتنزیت می دهد که ساختار کریستالی پیچیده تر و سختی بالاتری دارند. این سختی و استحکام پایین تر فریت را برای کاربردهایی که در ان استحکام و سختی بالا مورد نیاز است ، کمتر مناسب می کند. با این حال، نرمی و انعطاف پذیری فریت می تواند در برنامه های کاربردی که در ان چقرمگی و شکل پذیری مهم تر از سختی و قدرت است، سودمند باشد.